# Lista de cidades do Óregon

Localização do Óregon nos Estados Unidos.

O Óregon é um estado localizado na Região Oeste dos Estados Unidos. De acordo com o censo americano de 2010, o Óregon é o 27º estado mais populoso possuindo cerca de 3 831 074 habitantes, e o 9º maior por área de terra, abrangendo 248 607,78 quilômetros quadrados. O Óregon é dividido em 36 condados, a capital de Óregon é Salem e sua maior cidade é Portland.

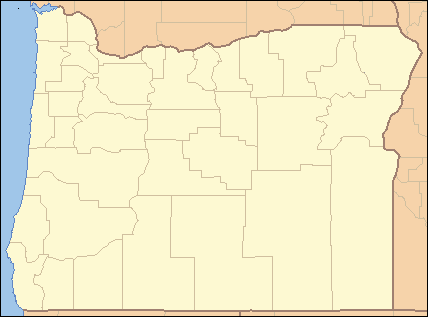
Divisões do Óregon por condados.

## A
- Adair Village
- Adams
- Adrian
- Albany
- Aloha
- Amity
- Antelope
- Arlington
- Ashland
- Astoria
- Athena
- Aumsville
- Aurora

## B
- Baker City
- Bandon
- Banks
- Barlow
- Bay City
- Beaverton
- Bend
- Bethany
- Boardman
- Bonanza
- Boring
- Bradwood
- Brookings
- Brooks
- Brownsville
- Burlington
- Burns
- Butte Falls

## C
- Canby
- Cannon Beach
- Canyon City
- Canyonville
- Carlton
- Carver
- Cascade Locks
- Cave Junction
- Cedar Hills
- Central Point
- Charleston
- Chiloquin
- City of The Dalles
- Clatskanie
- Clackamas
- Coburg
- Columbia City
- Condon
- Coos Bay
- Coquille
- Cornelius
- Cornelius Pass
- Corvallis
- Cottage
- Cove
- Creswell
- Culver

## D
- Dallas
- Damascus
- Dayton
- Dayville
- Depoe Bay
- Deschutes River Woods
- Detroit
- Donald
- Drain
- Dufur
- Dundee
- Dunes City
- Durham

## E
- Eagle Point
- Echo
- Elgin
- Elkton
- Enterprise
- Estacada
- Eugene

## F
- Fairview
- Falls City
- Florence
- Forest Grove
- Fossil

## G
- Gardiner
- Garibaldi
- Gaston
- Gates
- Gearhart
- Gervais
- Gladstone
- Glendale
- Gold Beach
- Gold Hill
- Granite
- Grants Pass
- Grass Valley
- Greenhorn
- Gresham
- Guilds Lake

## H
- Haines
- Halfway
- Halsey
- Hammond
- Happy Valley
- Harrisburg
- Helix
- Heppner
- Hermiston
- Hillsboro
- Hines
- Hinkle
- Hood River
- Hubbard
- Huntington

## I
- Idanha
- Imbler
- Independence
- Ione
- Irrigon
- Island City

## J
- Jacksonville
- Jefferson
- John Day
- Johnson City
- Jordan Valley
- Joseph
- Junction City

## K
- Keizer
- Kellogg
- Kenton
- King City
- Klamath Falls

## L
- La Grande
- Lafayette
- Lake Oswego
- Lakeside
- Lakeview
- Lebanon
- Lexington
- Lincoln City
- Lonerock
- Long Creek
- Lostine
- Lowell
- Lyons

## M
- Madras
- Malin
- Manzanita
- Maupin
- Maywood Park
- McCrocken
- McMinnville
- McNary
- Medford
- Merrill
- Metolius
- Metzger
- Mill City
- Millersburg
- Milton-Freewater
- Milwaukie
- Mitchell
- Molalla
- Monmouth
- Monroe
- Monument
- Moro
- Mosier
- Mount Angel
- Mount Vernon
- Myrtle Creek
- Myrtle Point

## N
- Nehalem
- Newberg
- Newport
- North Bend
- North Plains
- North Powder
- Nyssa

## O
- Oak Grove
- Oakridge
- Odell
- Ontário
- Oregon City

## P
- Pacific City
- Paisley
- Parkrose
- Pendleton
- Philomath
- Phoenix
- Pilot Rock
- Portland
- Powers
- Prairie City
- Prescott
- Prineville
- Prospect

## R
- Rainier
- Redmond
- Reedsport
- Richland
- Riddle
- Rivergrove
- Rockaway Beach
- Rockwood
- Rogue River
- Rome
- Roseburg
- Rufus

## S
- Salem
- Sandy
- Scapoose
- Scholls
- Scio
- Scotts Mills
- Seaside
- Seneca
- Shady Cove
- Shaniko
- Sheridan
- Sherwood
- Shorewood
- Siletz
- Silverton
- Sisters
- Sodaville
- Spray
- Springfield
- St. Helens
- St. Paul
- Stanfield
- Stayton
- Sublimity
- Summerville
- Sumpter
- Sun River
- Sutherlin
- Sweet Home

## T
- The Dalles
- Talent
- Tangent
- Tigard
- Tillamook
- Toledo
- Troutdale
- Tualatin
- Turner

## U
- Ukiah
- Umatilla
- Union
- Unity

## V
- Vale
- Veneta
- Vernonia

## W
- Waldport
- Wallowa
- Warrenton
- Wasco
- Waterloo
- Wauna
- West Linn
- West Union
- Westfir
- Weston
- Wheeler
- White City
- Willamina
- Wilsonville
- Wood Village
- Woodburn

## Y
- Yachats
- Yamhill
- Yoncalla